# Linebacker
Pour les articles homonymes, voir Linebacker (homonymie).
 (novembre 2024).
Si vous disposez d'ouvrages ou d'articles de référence ou si vous connaissez des sites web de qualité traitant du thème abordé ici, merci de compléter l'article en donnant les références utiles à sa vérifiabilité et en les liant à la section « Notes et références ».

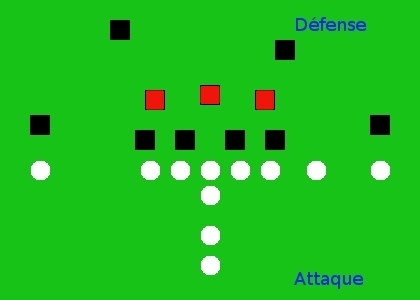
Position des linebackers (en rouge) dans un schéma de jeu classique.

Un linebacker, appelé secondeur au Canada, est un joueur de football américain et de football canadien évoluant au sein de l'escoudade défensive. Ce type de joueur est assez complet et a une palette d'interventions défensives assez large. Les linebackers sont très souvent les capitaines de la défense.

## Qualités
Ce type de joueur allie puissance et vélocité. C'est pourquoi les linebackers sont de taille moyenne entre 1,82 m et 1,93 m pour un poids moyen d'environ 110 kg. Leurs qualités athlétiques explosives en font des joueurs très redoutés par les attaques adverses, des capitaines défensifs idéaux et leaders incontestables. Des compétences à la réception sont également utiles compte tenu de leur position. 

## Rôles
Il existe deux types différents de linebackers : 
- le linebacker central (inside linebacker en abrégé ILB) ;
- le linebacker latéral (outside linebacker en abrégé OLB).

Ces deux postes, s'ils nécessitent des qualités comparables, diffèrent dans les rôles dévolus aux joueurs qui les occupent :
- Le linebacker central est situé derrière la ligne défensive composée des plaqueurs et ailiers défensifs. Il bénéficie ainsi d'une vision globale sur le jeu et, grâce à sa position centrale, peut prétendre avoir un rôle actif sur presque chaque action, qu'il s'agisse de phases de passe ou de course. Sa palette est la plus variée. Il peut tout aussi bien effectuer un blitz pour aller réaliser un plaquage, tenter d'intercepter une passe courte ou bien plaquer le demi à l'attaque. Ce sont souvent ces joueurs centraux qui réalisent le plus grand nombre de plaquages au sein de l'équipe. Grâce à sa position reculée, il est le mieux à même de plaquer le demi à l'attaque tout comme le receveur d'une passe courte vers le centre.

- Les linebackers latéraux ont une palette de jeu assez proche, mais leur rendement fluctue en fonction du côté où se joue l'action. Il est évident que le linebacker droit a peu de chances d'être le premier à plaquer l'attaquant effectuant une course sur la gauche. Cela dit, ils sont généralement plus efficaces pour sacker le quarterback que ne l'est leur coéquipier du centre, car ils peuvent contourner la rugueuse ligne défensive grâce à leur vitesse de course, évitant la « guerre de tranchée ». Cela est encore plus vrai avec l'émergence des défenses 3-4 dans lesquelles la ligne défensive n'est plus composée que de trois hommes, ce qui permet l'ajout d'un linebacker, le plus souvent positionné vers le centre. Les linebackers latéraux sont dès lors plus excentrés et exercent une véritable pression sur le quarterback, aussi bien en couverture sur des passes courtes que sur d'éventuels blitz. Le point faible d'une telle défense est une évidente lacune contre le jeu de course lorsque l'adversaire effectue une attaque en tentant de s'infiltrer par le centre de la défense.

## Mike, Ike, Will & Sam
On distingue parfois les linebackers en fonction de leur alignement sur le côté faible, au milieu ou sur le côté fort de la défense. On appelle côté fort, celui où les attaquants sont en surnombre, avec par exemple la présence d'un tight end (joueur se positionnant d'un côté de la ligne, légèrement en retrait).
- Mike : au milieu
- Will : côté faible
- Sam : côté fort
- Ike : second linebacker intérieur dans un alignement en 3-4

## Linebackers célèbres
Parmi les linebackers célèbres figurent Sam Huff, Joe Schmidt, Ray Nitschke, Dick Butkus et Willie Lanier.